# Vinci (selskab)
Vinci, tidligere Société Générale d'Entreprises (SGE), er verdens næststørste virksomhed inden for koncessions- og byggebranchen og beskæftiger 222.397 mennesker rundt om i verden. Vincis aktivitet er organiseret omkring 5 forretningscentre: Vinci Autoroutes, Vinci Concessions, Vinci Énergies, Eurovia og Vinci Construction. I 2019 er virksomheden til stede i mere end 100 lande og har en omsætning på 48,053 milliarder euro i 2019.